# Walter Sickert

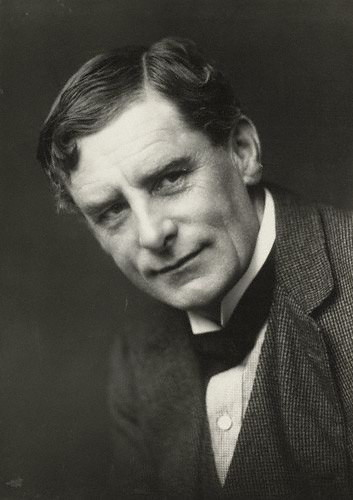
Walter Sickert, door George Charles Beresford, 1911

Walter Richard Sickert (München, 31 mei 1860 - Bath, 22 januari 1942) was een Engelse post-impressionistische kunstschilder. Hij was de stichter van de Camden Town groep, die regelmatig in zijn atelier in Londen bijeenkwam. Daarnaast wordt hij ook regelmatig genoemd als verdachte in de Jack the Ripper moorden.

## Leven en werk
Sickert studeerde aan de Slade School of Fine Art en ging in 1882 werken in het atelier van James McNeill Whistler, die zijn vroege stijl sterk zou bepalen. Toen Whistler in 1888 de 'Royal Society of British Artists' verliet na een conflict over haar toekomstige koers, trok hij diverse van zijn pupillen met zich mee, waaronder Sickert, Theodore Roussel, Philip Wilson Steer en Sydney Starr. Vervolgens richtte hij met Steer, Roussel en Starr de 'New English Art Club' op en schakelde over op een impressionistische stijl. In 1893 reisde hij naar Parijs, waar hij Edgar Degas en Édouard Manet ontmoette, die hem zeer zouden beïnvloeden. Terug in Londen groeide hij uit tot de aanvoerder van de Engelse impressionistische beweging. Hij ontwikkelde een eigen techniek met kleine, dicht naast elkaar geplaatste verftoetsen. Later werkte hij meer in lagen van grote vlekken, in heldere kleuren.

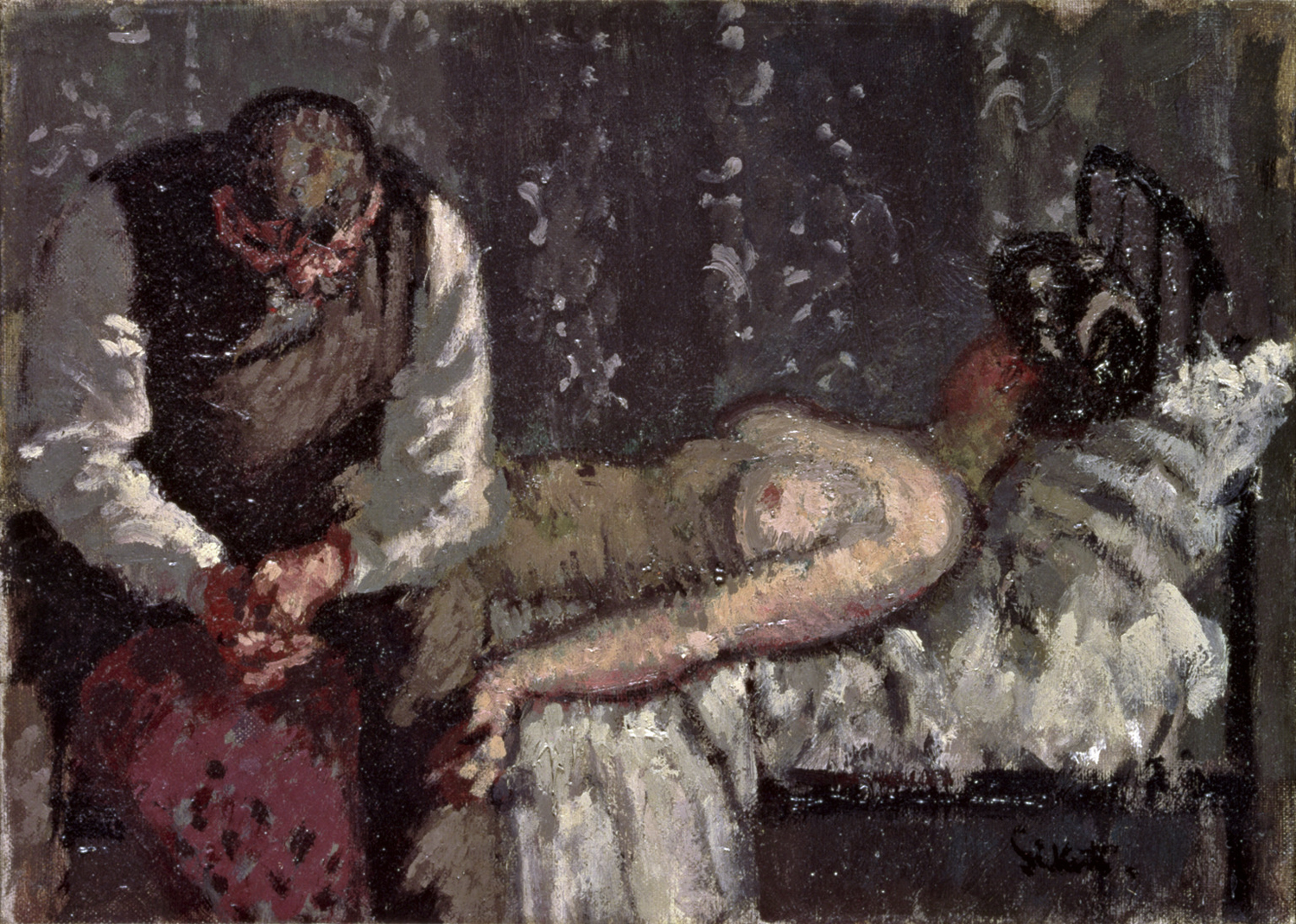
The Camden Town Murder, 1908

In de zomers schilderde Sickert veel in Dieppe en in 1903-1904 reisde hij naar Venetië. In 1908 was hij samen met Harold Gilman oprichter van de postimpressionistische Camden Town Group. Daarnaast was hij leraar aan de Slade School of Fine Art. Hij overleed in 1942 op 81-jarige leeftijd.

## Jack the Ripper

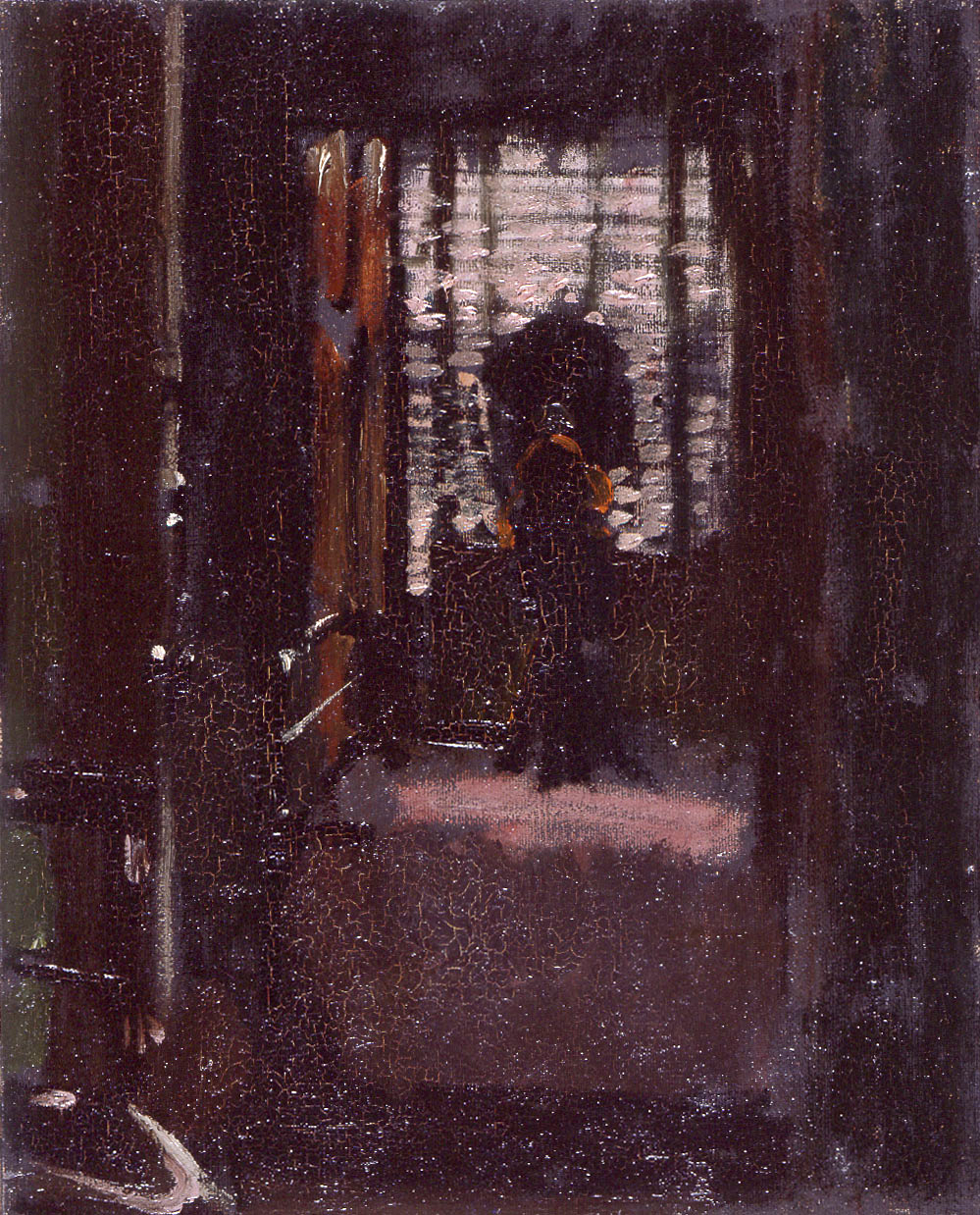
Jack the Ripper's Bedroom

In het boek Portrait of a Killer van Patricia Cornwell wordt Walter Sickert aangewezen als dé hoofdverdachte in de Jack the Ripper zaken. Het profiel van zijn karakter zou volgens Cornwell overeenkomen met het profiel van een psychopaat. Meerdere van Sickerts schilderijen komen overeen met de toestand waarin de vermoorde vrouwen zich bevonden op het tijdstip van de moorden. Sickert walgde van de 'lagere' bevolkingsgroepen, en al helemaal van vrouwen die in deze sociale klasse verkeerden. Walter was - volgens Cornwell - een acteur, en meester in het dragen van vermommingen, eenmaal in zijn rol was de ware hij niet meer te vinden.